# Кайманы
Кайма́ны (лат. Caiman) — род пресмыкающихся семейства аллигаторовых (Alligatoridae), подсемейства Caimaninae, обитающий в Центральной и Южной Америке.
Это маленькие крокодилы — все виды достигают длины всего в 1,5—2 метра и в среднем весят от 6 до 40 кг. В переводе с испанского «кайман» обозначает «аллигатор, крокодил». Не следует путать этих животных с черными кайманами (Melanosuchus) и гладколобыми кайманами (Paleosuchus).

## Описание
Кайманы похожи на аллигаторов по своей морфологии, но отличаются наличием костных пластинок, известных как остеодермы, прямо на животе. Широкомордые и крокодиловые кайманы характеризуются наличием костного гребня, проходящего через переносицу чуть ниже глаз. Широкомордый кайман — самый крупный вид в роде, достигая максимальной длины до 3.5 метров и массы примерно до 200 кг, крокодиловый и якарский кайманы достигают длины примерно до 2,5 м и весят до 60 кг, хотя, существуют сообщения о животных длиной до 3 или даже более метров. В среднем представители всех этих видов заметно меньше, не достигая и 2 метровой длины, самцы крупнее самок.

### Поведение
Кайманы проводят большую часть своего времени, греясь на илистых берегах рек или ручьев, проходящих через джунгли. В сухой сезон большое количество кайманов может собираться в небольших озерцах, поскольку окружающие воды стремительно высыхают. Большинство живёт именно в грязи, сливаясь с окружением.

#### Питание и охота
Кайманы — хищники, но они обычно не нападают на людей и относительно крупных животных, даже если достигают довольно приличных размеров — они значительно слабее, спокойнее и пугливее настоящих крокодилов или даже других аллигаторовых такого же размера. Хотя крупные широкомордые кайманы, как известно, способны охотиться на собак и капибар, а крокодиловый кайман во время самообороны прокусывает череп пятиметровой анаконды. Основу рациона кайманов составляют крупные водные беспозвоночные, рыбы, земноводные, птицы, мелкие млекопитающие и рептилии. Широкомордые кайманы, как известно, отдают предпочтение улиткам и способны прокусывать панцири черепах, а якарские кайманы в большом количестве поедают пираний. Челюсти крокодиловых и якарских кайманов приспособлены, скорее, для быстрого хлопка, чем для удержания, в то время как челюсти и тупые зубы широкомордого каймана хорошо подходят для разгрызания твердой пищи. Пасть каймана огромная и мощная. В ней расположено от 74 до 84 зубов. Кайманы могут наблюдать за добычей с расстояния, после чего погрузиться под воду и напасть на плавающую птицу или млекопитающего у кромки воды, как это делают более крупные крокодилы и аллигаторы. Молодые кайманы питаются различными насекомыми и мелкой рыбой.

## Размножение
Гнездо кайманов состоит из растительности и грязи. Самка ревностно охраняет те несколько десятков яиц, которые она откладывает в него, и может атаковать даже ягуара. Детеныши на момент вылупления около 23 см в длину и растут до 60 см в течение первого года жизни. Они выглядят как миниатюрные версии своих родителей, но имеют относительно более короткие морды и большие глаза.

## Враги
Сами кайманы служат пищей для ягуаров, гигантских выдр и крупных анаконд, но их главными естественными врагами являются крокодилы и черные кайманы, в местах, где эти виды пересекаются друг с другом в природе. Кайманы могут двигаться по земле с достаточно большой скоростью, шипя, повстречавшись с угрозой, и стараясь отступить к воде. Молодые особи могут заметно «раздуть» себя, с целью визуально увеличить свой размер, прежде чем приступить к активной обороне.

## Распространение и места обитания
Этот род распространен в Центральной и Южной Америке. Крокодиловый кайман обитает в Центральной Америке и в некоторых районах северной части Южной Америки на высоте до 800 м над уровнем моря. Он обычно обитает в пресной воде, предпочитая болота и тихоходные реки, но посещает и солоноватые воды эстуариев от случая к случаю. Крокодиловый кайман также был интродуцирован на Кубу, Пуэрто-Рико и во Флориду. Парагвайский или якарский кайман происходит из центральной части южной части Южной Америки, в частности, из области Пантанала — крупнейшей тропической заболоченной местности в мире, сезонно затопляемой рекой Парагвай. Широкомордый кайман происходит из центральной и восточной части Южной Америки, его ареал включает юго-восток Бразилии, Боливии, Парагвая, Уругвая и северную часть Аргентины, некоторые участки рек Парана, Парагвай и Уругвай. Встречается на высоте до 600 м над уровнем моря.

### Классификация
Выделяют три современных вида кайманов:
- Крокодиловый кайман (Caiman crocodilus) — 4 подвида.
- Широкомордый кайман (Caiman latirostris) — типовой вид, не образует подвидов.
- Парагвайский кайман (Caiman yacare) — не образует подвидов.

Кроме того, выделяют два вымерших вида, известных только по ископаемым остаткам:
- †Caiman lutescens
- †Caiman venezuelensis